# Salena (piosenkarka)
Salena, właśc. Selina-Maria Edbauer (ur. 11 marca 1998 w Leoben) – austriacka piosenkarka, autorka piosenek. Reprezentantka Austrii w 67. Konkursie Piosenki Eurowizji (2023).

## Kariera muzyczna
W 2017 roku wzięła udział w siódmym sezonie The Voice of Germany, gdzie dotarła do rundy bitew. Jej trenerem był Samu Haber. W 2019 roku wydała swój pierwszy singiel, „Pretty Imperfection” oraz zgłosiła się z utworem „Behind the Waterfall” do wewnętrznych austriackich eliminacji do 64. Konkursu Piosenki Eurowizji w Tel Awiwie, jednak nie została wybrana na reprezentantkę kraju. W 2021 roku była uczestniczką piątego sezonu austriackiego talent show Starmania, gdzie dotarła do Top 32 zawodniczek i została wyeliminowana przed finałem.
W 2023 roku wraz z Teyą została wybrana na reprezentantkę w 67. Konkursie Piosenki Eurowizji w Liverpoolu z piosenką „Who the Hell Is Edgar?”, wydaną 8 marca tego roku. Duet zajął 15. miejsce w finale Eurowizji 2023.

## Dyskografia

### Single

#### Jako główna artystka
| Rok                                                      | Tytuł                                | Najwyższe pozycje na listach | Najwyższe pozycje na listach | Najwyższe pozycje na listach | Najwyższe pozycje na listach | Najwyższe pozycje na listach | Najwyższe pozycje na listach | Najwyższe pozycje na listach | Najwyższe pozycje na listach | Najwyższe pozycje na listach | Najwyższe pozycje na listach | Najwyższe pozycje na listach | Album |
| Rok                                                      | Tytuł                                | AUT                          | AUS                          | FIN                          | GRE                          | NLD                          | IRL                          | ISL                          | LTU                          | POL                          | SWE                          | UK                           | Album |
| Rok                                                      | Tytuł                                | AUT                          | Digital                      | FIN                          | GRE                          | Single Tip                   | IRL                          | ISL                          | LTU                          | Streaming                    | SWE                          | UK                           | Album |
| -------------------------------------------------------- | ------------------------------------ | ---------------------------- | ---------------------------- | ---------------------------- | ---------------------------- | ---------------------------- | ---------------------------- | ---------------------------- | ---------------------------- | ---------------------------- | ---------------------------- | ---------------------------- | ----- |
| 2019                                                     | „Pretty Imperfection”                | –                            | –                            | –                            | –                            | –                            | –                            | –                            | –                            | –                            | –                            | –                            | –     |
| 2023                                                     | „Who the Hell Is Edgar?” (oraz Teya) | 4                            | 43                           | 20                           | 26                           | 2                            | 67                           | 12                           | 10                           | 51                           | 79                           | 48                           | –     |
| „–” oznacza, że singel nie był notowany na danej liście. |                                      |                              |                              |                              |                              |                              |                              |                              |                              |                              |                              |                              |       |

#### Z gościnnym udziałem
| Rok  | Tytuł                                         | Album |
| ---- | --------------------------------------------- | ----- |
| 2020 | „Lying Still” (J.K., gościnnie: Salena)       | –     |
| 2021 | „Walking On Clouds” (7YFN, gościnnie: Salena) | –     |